# Op zoek naar Venus
Op zoek naar Venus is een Franse stripreeks die begonnen is in februari 1999 met Jean-Pierre Autheman als schrijver en Jean-Paul Dethorey als tekenaar.

## Albums
Alle albums zijn geschreven door Jean-Pierre Autheman, getekend door Jean-Paul Dethorey en uitgegeven door Dupuis.
1. Op zoek naar Venus deel 1
2. Op zoek naar Venus deel 2